# Luis Antonio Rodríguez
Luis Antonio Rodríguez (Necochea, 4 marzo 1985) è un ex calciatore argentino, di ruolo centrocampista.

## Palmarès

### Club

#### Competizioni nazionali
- Campionato moldavo: 1

Sheriff Tiraspol: 2008-2009
- Coppa di Moldavia: 1

Sheriff Tiraspol: 2008-2009